# 奶路臣街

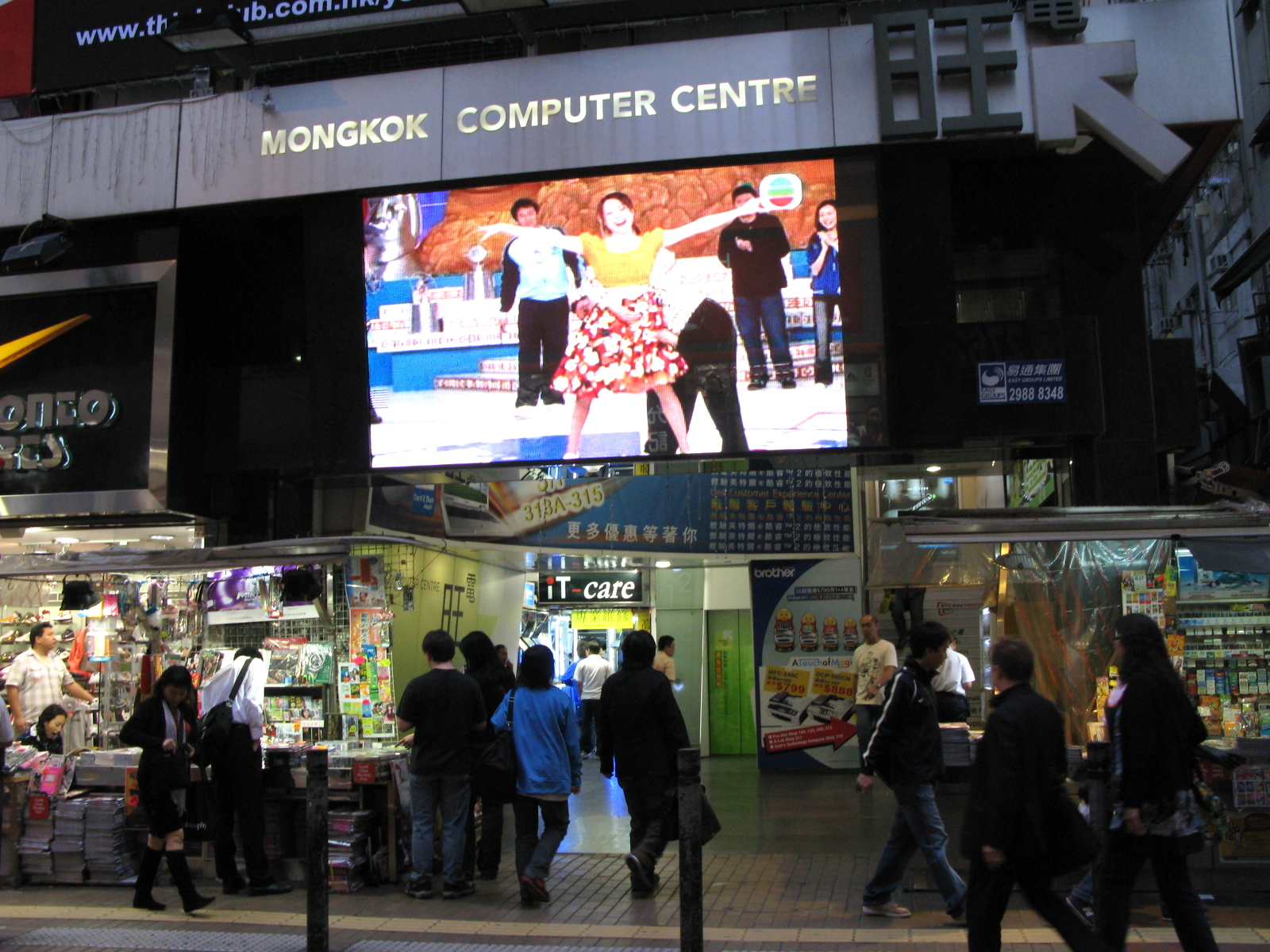
奶路臣街的旺角電腦中心

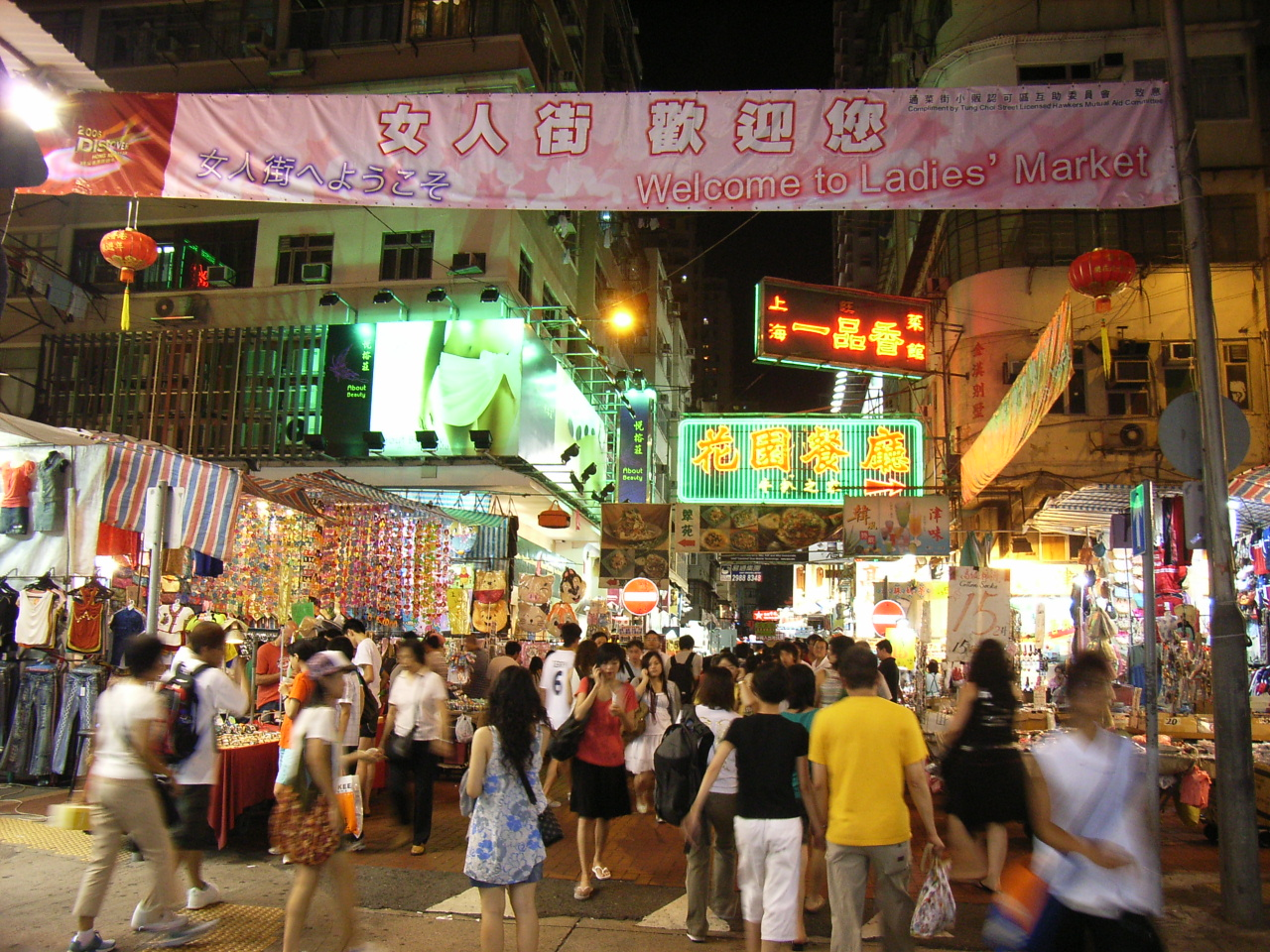
奶路臣街的通菜街（女人街）入口

奶路臣街（英語：Nelson Street），是香港九龍旺角的一條東西走向的街道。整條奶路臣街被朗豪坊及朗豪酒店分為東西兩段。東段從砵蘭街至西洋菜南街一處不可行車，並屬港鐵旺角站E1及E2出口所在地。而西段為街市，尤其是賣海鮮。
該街名稱取自英國著名海軍統帥奶路臣（Horatio Nelson）。

## 沿路著名地點
- 麥花臣匯
- 麥花臣場館
- 麥花臣遊樂場
- 旺角電腦中心
- 泉章居
- 朗豪坊

## 交界道路

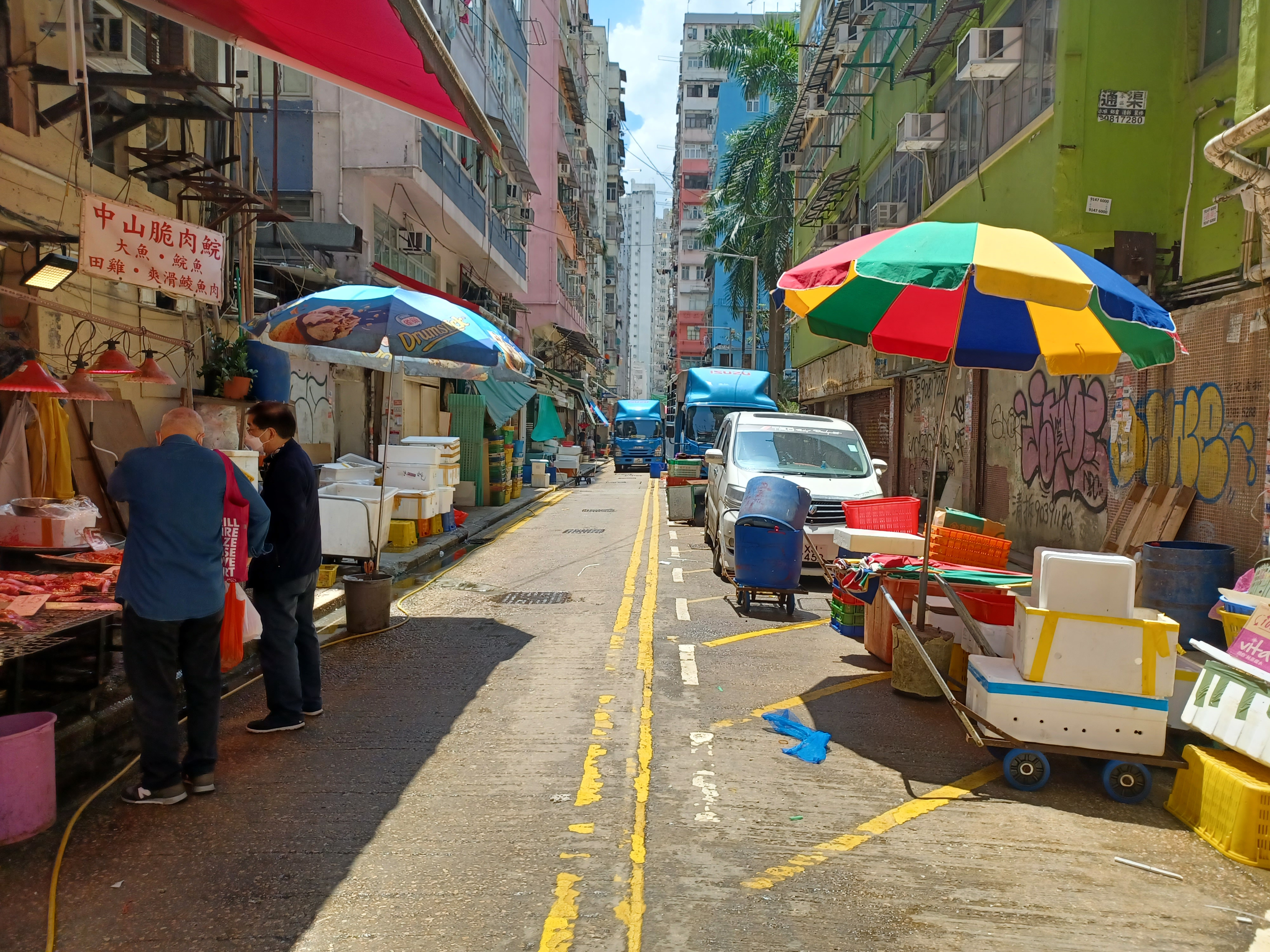
地士道街近奶路臣街

- 染布房街
- 黑布街
- 洗衣街
- 花園街
- 通菜街（女人街段）
- 西洋菜南街
- 彌敦道
- 砵蘭街
- 上海街
- 新填地街
- 廣東道
- 地士道街
- 渡船街、塘尾道

## 交通
| 交通路線列表                                   |
| ---------------------------------------------- |
| 港鐵： - █ 觀塘綫、 █ 荃灣綫：旺角站E1、E2出口 |